# Paula Werning
Hanna Paula Helena Werning, född 25 april 1976 i S:t Michel, är en finländsk politiker (Socialdemokraterna). Hon är ledamot av Finlands riksdag sedan 2019.
Werning blev invald i riksdagsvalet 2019 med 6 074 röster från Sydöstra Finlands valkrets. Hon omvaldes i riksdagsvalet 2023 med 5 046 röster.